# Between Friends
Between Friends er en amerikansk stumfilm fra 1924 af J. Stuart Blackton.

## Medvirkende
- Lou Tellegen som David Drene
- Anna Q. Nilsson som Jessica Drene
- Norman Kerry som Jack Greylock
- Alice Calhoun som Cecile White
- Stuart Holmes som Quair
- Henry Barrows som Guilder